# Летичівка
Лети́чівка — село в Україні, у Монастирищенській міській громаді Уманського району Черкаської області. Розташоване на обох берегах річки Конела (притока Гірського Тікичу) за 2 км на північ від міста Монастирище. Населення становить 1 632 особи.

## Релігія
У селі функціонує дерев'яна церква Покрова Богородиці, збудована 1880 р., що належить до пам'яток архітектури місцевого значення.

## Відомі люди
У селі народилися:
- Бондар-Білгородський Андрій Ісакович (1910—1987) — український радянський актор, режисер.
- Козицький Пилип Омелянович (1893—1960) — український композитор, музикознавець, педагог і громадський діяч.
- Сайчук Дмитро Анатолійович — капітан 1 рангу Збройних сил України, учасник російсько-української війни.

Поховані:
- Сапетко Микола Олександрович — солдат Збройних Сил України, учасник російсько-української війни.

## Галерея

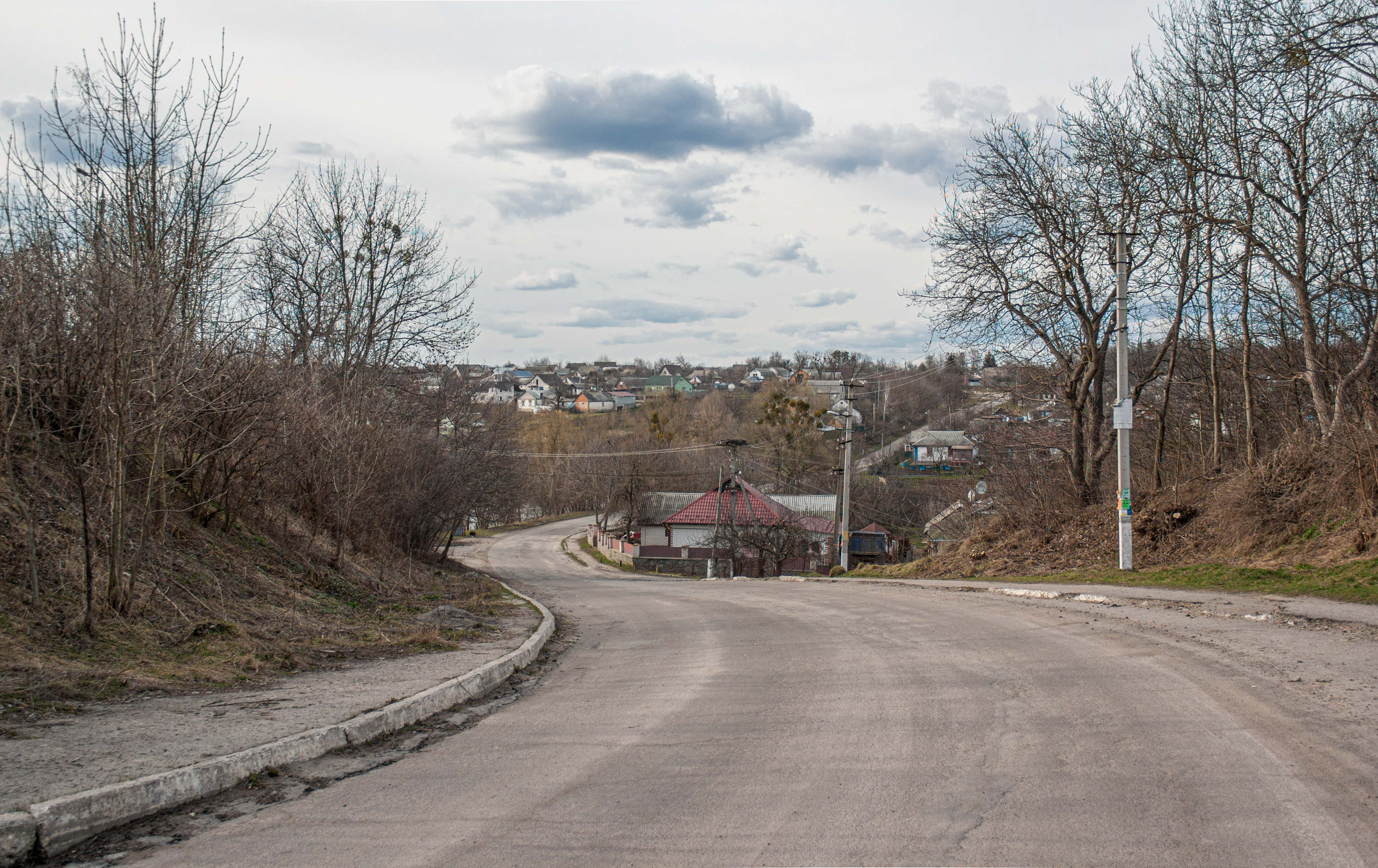
Вид на село
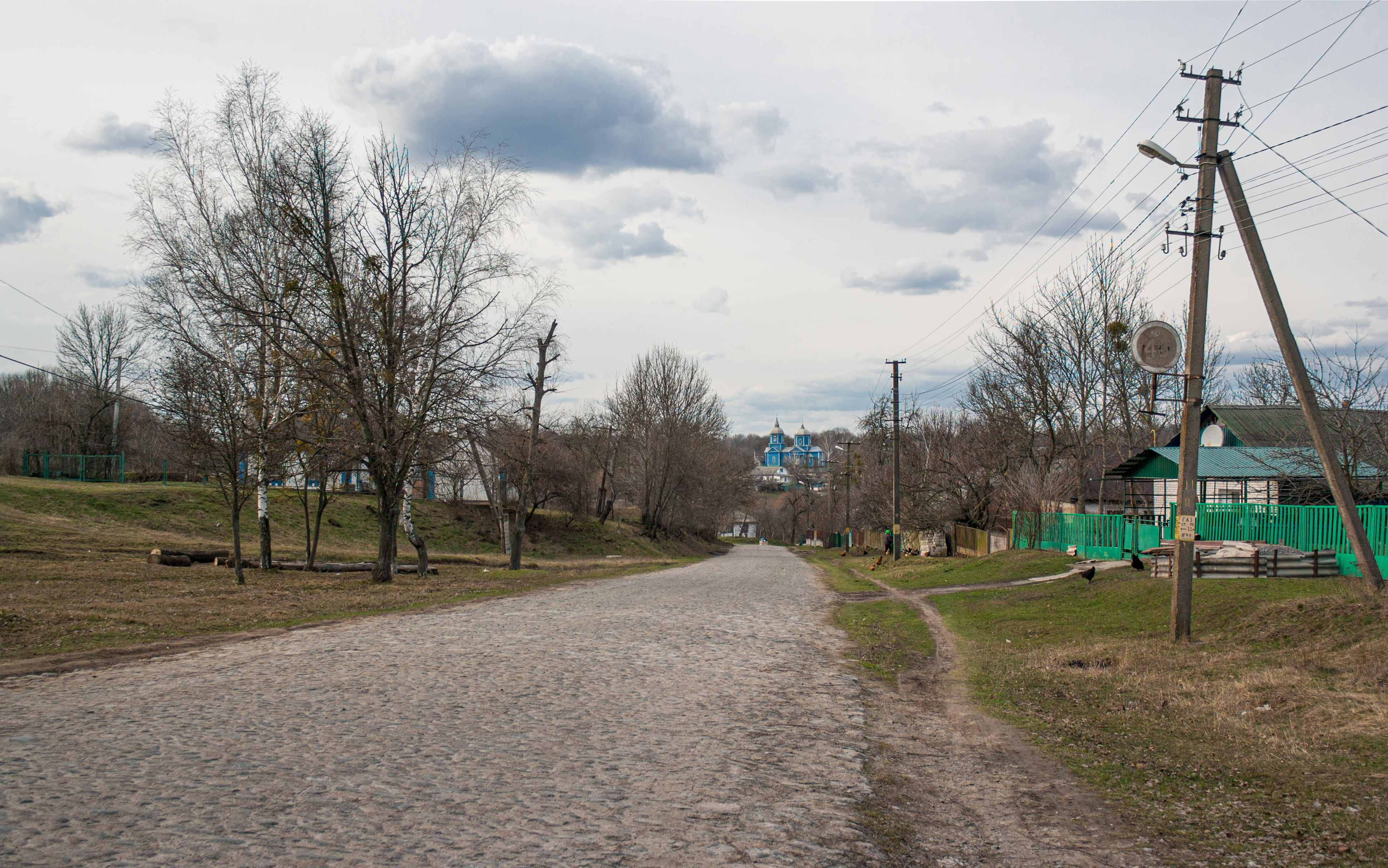
Вулиця Грушевського
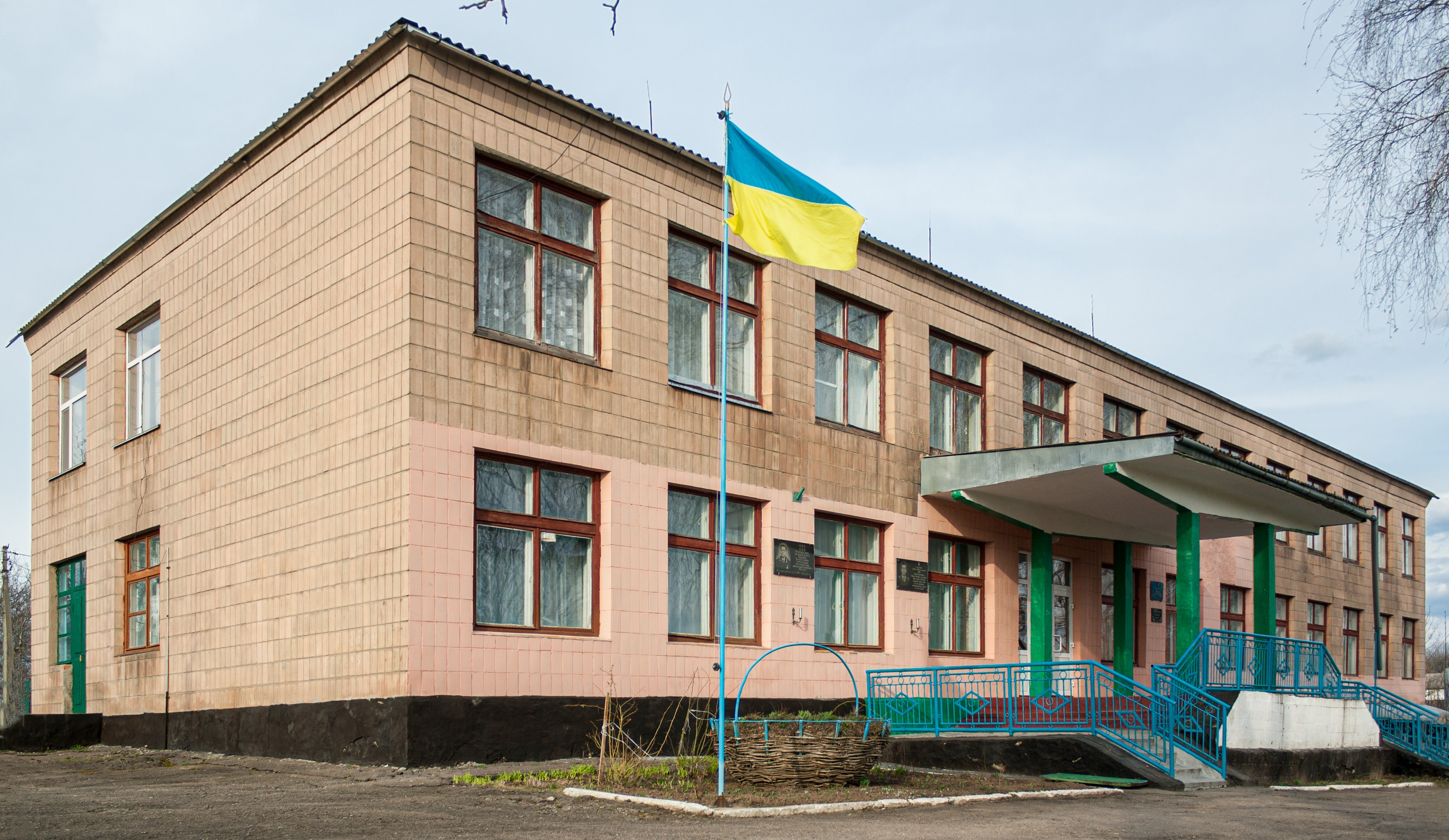
Школа
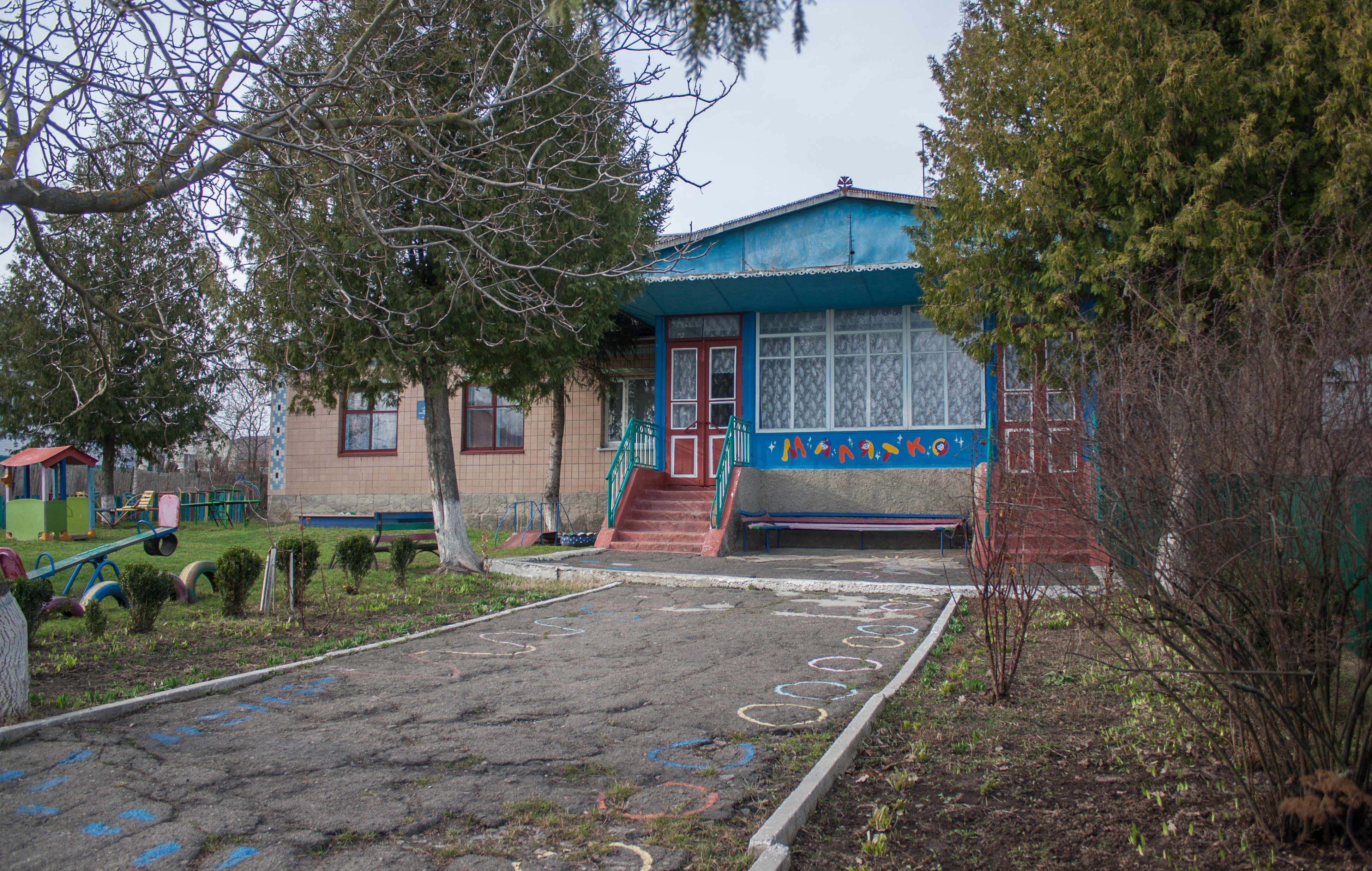
Дитсадок
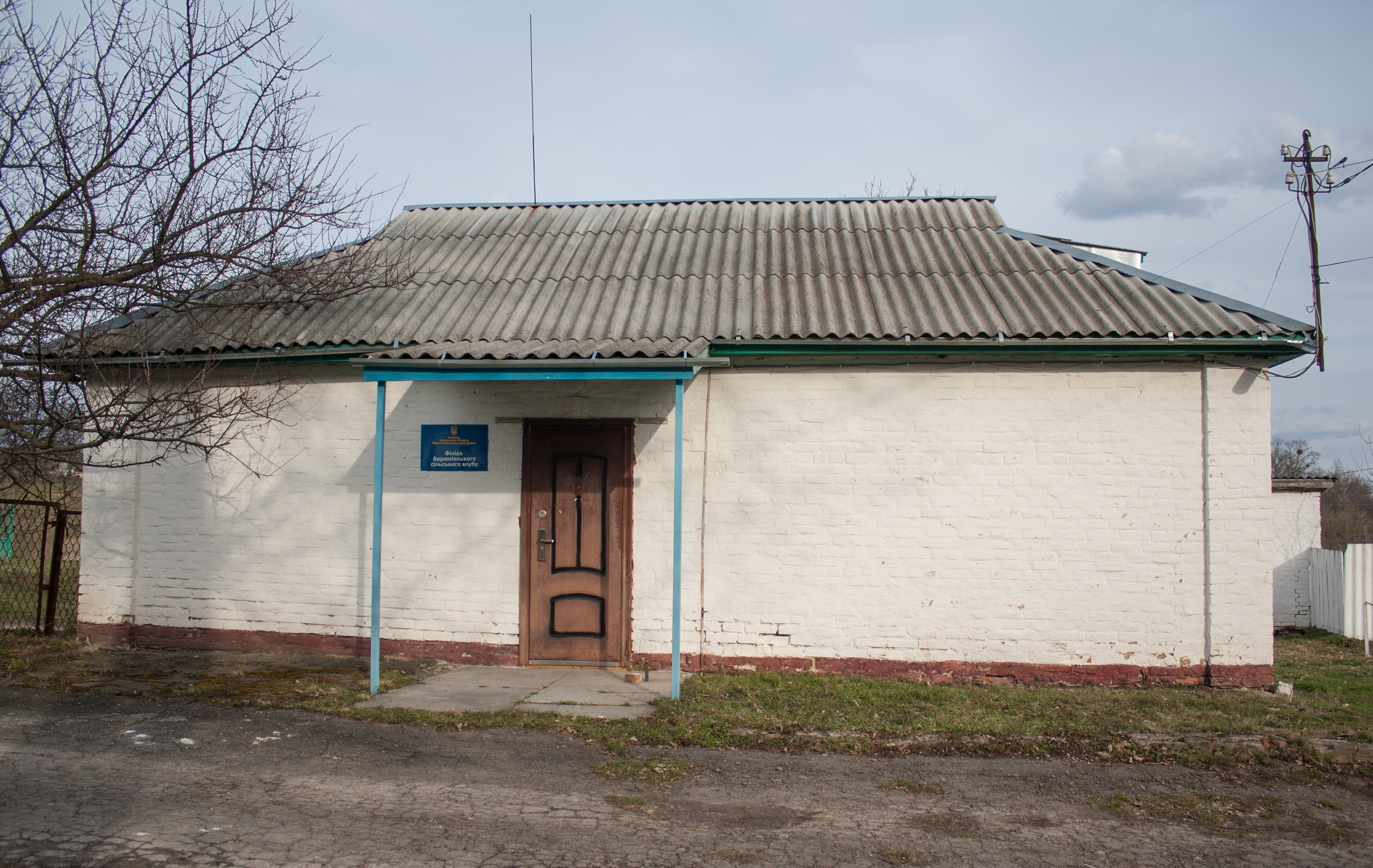
Клуб
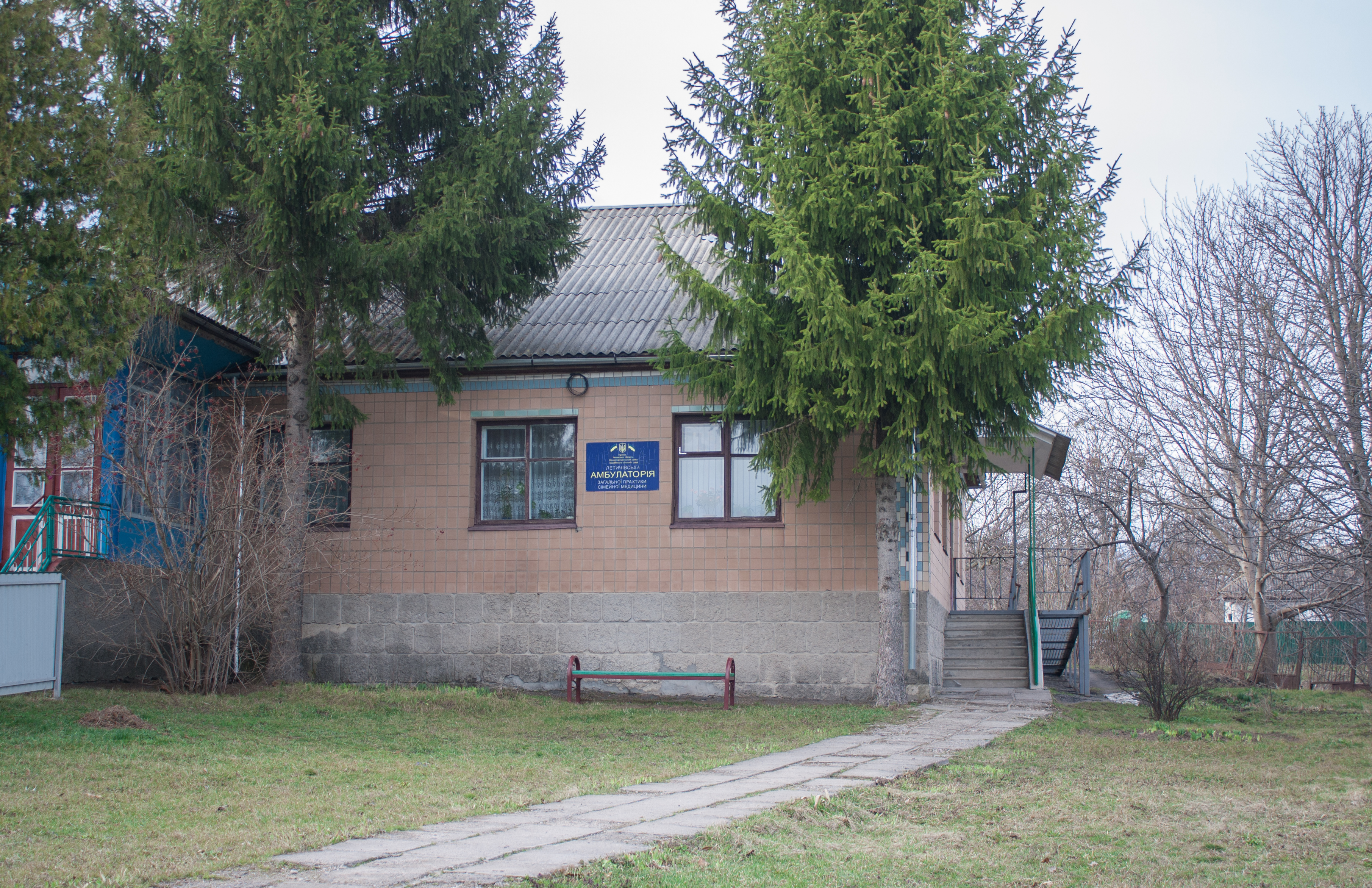
Амбулаторія
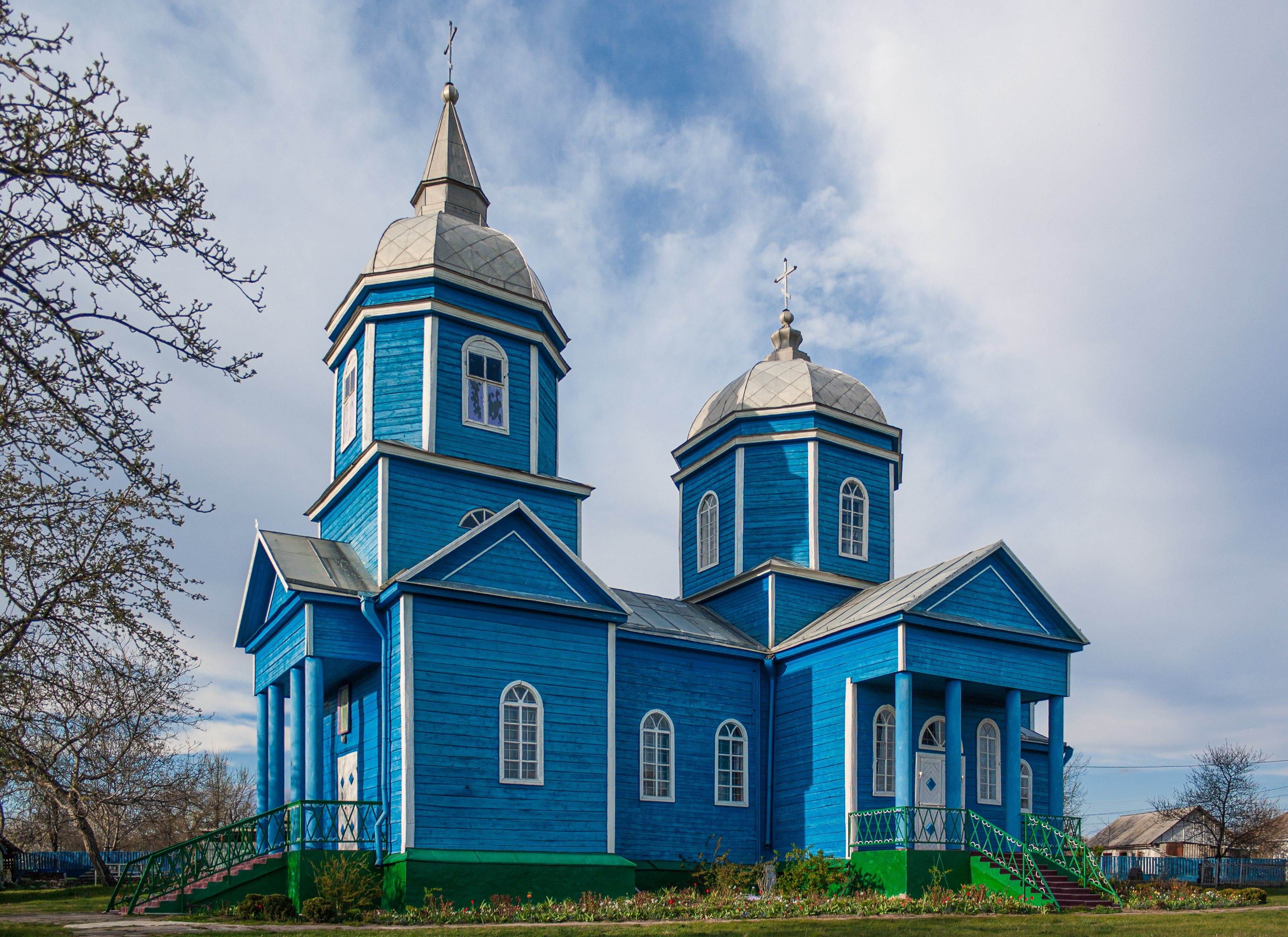
Церква Покрова Богородиці
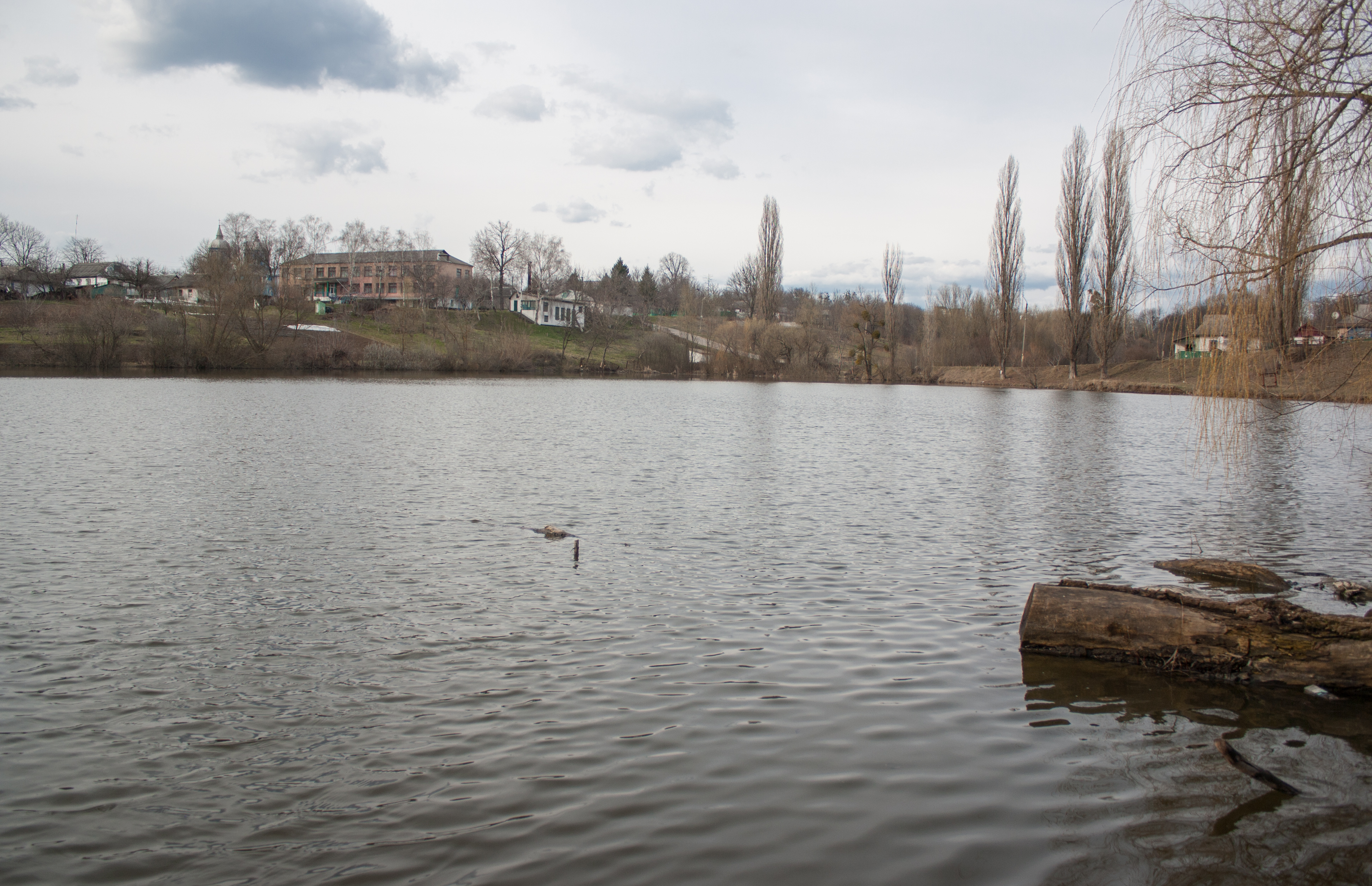
Ставок